# Liste der Kulturdenkmäler in Kempenich
In der Liste der Kulturdenkmäler in Kempenich sind alle Kulturdenkmäler der rheinland-pfälzischen Ortsgemeinde Kempenich einschließlich des Ortsteils Engeln aufgeführt. Grundlage ist die Denkmalliste des Landes Rheinland-Pfalz (Stand: 12. Juni 2023).

## Einzeldenkmäler
| Bezeichnung                                       | Lage                                                                | Baujahr                     | Beschreibung | Bild                                    |
| ------------------------------------------------- | ------------------------------------------------------------------- | --------------------------- | --- | --------------------------------------- |
| Altenheim Marienburg                              | Kempenich, Beunstraße 7–9 Lage                                      | 1920er Jahre                | dreigeschossiger neubarocker Mansarddachbau, 1920er Jahre | Fotos hochladen                         |
| Jugendheim                                        | Kempenich, Goldbachstraße 2 Lage                                    | 1927                        | ehemaliges katholisches Jugendheim; Tuffquaderbau, bezeichnet 1927 | Fotos hochladen                         |
| Wohnhaus                                          | Kempenich, Großstraße 4 Lage                                        | Anfang des 19. Jahrhunderts | Fachwerkhaus, teilweise massiv, abgewalmtes Mansarddach, Anfang des 19. Jahrhunderts | Fotos hochladen                         |
| Wegekreuz                                         | Kempenich, Hinterdorfstraße, Ecke Dallstraße Lage                   | 1723                        | Wegekreuz, Nischentyp, bezeichnet 1723 | weitere Bilder Fotos hochladen          |
| Katholische Pfarrkirche St. Philippus und Jakobus | Kempenich, Marktstraße Lage                                         | Anfang des 13. Jahrhunderts | spätromanischer Westturm, Anfang des 13. Jahrhunderts, Erneuerung 1716 und 1923; Langhaus, ursprünglich zweischiffig, 15. Jahrhundert, Erweiterung 1904–06 durch Johann Adam Rüppel (1864–1930); Gesamtanlage aus Kirche, Pfarrhaus und Friedhof | weitere Bilder Fotos hochladen          |
| Glöcknerhaus und Kreuze                           | Kempenich, Marktstraße, auf dem Friedhof und an der Kirche Lage     | 18. und 19. Jahrhunderts    | Glöcknerhaus, Fachwerkbau, teilweise massiv, bezeichnet 1848; 19 Grabkreuze, 18. Jahrhundert; zwei Grabplatten; Friedhofskreuz, Nischentyp, Basalt, bezeichnet 1717; drei Grabkreuze, unter anderem aus Gusseisen                                | Fotos hochladen                         |
| Pfarrhaus                                         | Kempenich, Markstraße 10 Lage                                       | um 1900                     | tuffgegliederter Basaltquaderbau, um 1900; neubarockes Basalttor, im Garten Grotte | Fotos hochladen                         |
| Wohnhaus                                          | Kempenich, Oberdorfstraße 6 Lage                                    | frühes 19. Jahrhundert      | Basaltquaderbau, frühes 19. Jahrhundert; rückwärtig Halbrundturm, mittelalterlich (?) | Fotos hochladen                         |
| Wegekreuz                                         | Kempenich, östlich des Ortes an der K 60; Flur Im Hundswinkel Lage  | 1730                        | Wegekreuz, bezeichnet 1730 | Fotos hochladen                         |
| Kreuz                                             | Kempenich, östlich des Ortes; Flur Am Laypfad Lage                  | 1701                        | Kreuz, Nischentyp, bezeichnet 1701 | Fotos hochladen                         |
| Kreuzkapelle                                      | Kempenich, südlich des Ortes Lage                                   | 20. Jahrhundert             | Kreuzkapelle mit Kreuzweg, 20. Jahrhundert; Anlage mit Grotten, Grabmal | weitere Bilder Fotos hochladen          |
| Burg Kempenich                                    | Kempenich, südlich des Ortes Lage                                   |                             | langgestreckte sechseckige Anlage, Zwinger und Rundtürme; Nordmauer des ehemaligen Hauptbaus, im Kern mittelalterlich; erkennbar doppelter Burggraben                                                                                            | Fotos hochladen                         |
| Grabkreuz                                         | Kempenich, südlich des Ortes, unterhalb der Burg an der L 83 Lage   | 1844                        | Grabkreuz, bezeichnet 1844 | BW                                      |
| Relief                                            | Kempenich, südöstlich des Ortes in der Bernharduskapelle Lage       | 1606                        | Relief des hl. Bernhard, bezeichnet 1606 | Fotos hochladen                         |
| Wegekreuz                                         | Kempenich, südöstlich des Ortes bei der Bernharduskapelle Lage      | 17. Jahrhundert             | Wegekreuz, bezeichnet 1660 | Fotos hochladen                         |
| Bildstock                                         | Kempenich, westlich des Ortes                                       | 1952                        | Bildstock, Tuffstein, 1952 | Direkt Bild zu diesem Denkmal hochladen |
| Kreuz                                             | Kempenich, westlich des Ortes am Heidnerhof; Flur Hommesstruth Lage | 1812                        | Kreuz, bezeichnet 1812 | Fotos hochladen                         |
| Bildstock                                         | Kempenich, westlich des Ortes am Lärchenhof Lage                    | 16. Jahrhundert             | Bildstock, Nischentyp, wohl aus dem 16. Jahrhundert | Fotos hochladen                         |
| Wegekapelle                                       | Engeln, Dorfstraße, am westlichen Ortseingang Lage                  | 1857                        | Tuffquaderbau, bezeichnet 1857 | Fotos hochladen                         |
| Kapelle der Vierzehn Nothelfer                    | Engeln, Dorfstraße, zwischen Nr. 8 und 10 Lage                      | 1767                        | Saalbau, bezeichnet 1767 | weitere Bilder Fotos hochladen          |
| Wegekreuz                                         | Engeln, Dorfstraße, gegenüber Nr. 10 Lage                           | 1714                        | Wegekreuz, bezeichnet 1714 | Fotos hochladen                         |
| Wegekreuz                                         | Engeln, nördlich des Ortes, am Buschhof Lage                        | 16. Jahrhundert             | Wegekreuz, Bildstockform, wohl aus dem 16. Jahrhundert | Fotos hochladen                         |
| Wegekreuz                                         | Engeln, südlich des Ortes                                           |                             | Wegekreuzfragment | Direkt Bild zu diesem Denkmal hochladen |
| Wegekreuz                                         | Engeln, südlich des Ortes; Flur Auf Breitscheid Lage                | 1682                        | Wegekreuz, bezeichnet 1682 | weitere Bilder Fotos hochladen          |
| Wegekreuz                                         | Engeln, südöstlich des Ortes bei der B 412; Flur Am Lehrenkopf Lage | 1782                        | Wegekreuz, bezeichnet 1782 | Fotos hochladen                         |
| Kreuz                                             | Engeln, westlich des Ortes an der K 60; Flur Auf dem Ebert Lage     | 1730                        | Kreuz, Nischentyp, bezeichnet 1730 | Fotos hochladen                         |
| Kreuz                                             | Engeln, westlich des Ortes; Distrikt Engelner Kopf Lage             | 1733                        | Kreuz, Nischentyp, bezeichnet 1733 | BW                                      |